# نووکرایوشکینو
نووکرایوشکینو (به لاتین: Novokrayushkino) یک منطقهٔ مسکونی در روسیه است که در سرزمین آلتای واقع شده‌است.